# Marino Satō
Marino Satō (佐藤万璃音?, Satō Marino; Tokyo, 12 maggio 1999) è un pilota automobilistico giapponese vincitore del Campionato Euroformula Open 2019.

## Carriera

### Gli Inizi
Nel 2015 Sato lascia il Giappone e si trasferisce in Italia per correre il Campionato italiano di Formula 4 con il team Vincenzo Sospiri Racing, sul circuito di Adria conquista il suo primo podio in monoposto. Chiude il campionato in decima posizione, ma è tra i migliori esordienti. L'anno seguente continua nella categoria sempre con lo stesso team, sul circuito di Imola conquista la sua prima vittoria.
Dal 2017 al 2018 Sato partecipa al campionato di Formula 3 europea con il team Motopark, senza conquistare nessun podio in due stragioni. Nello stesso periodo partecipa anche al Gran Premio di Macao.

### Euroformula Open
Nel 2019 Sato viene ingaggiato dal team Motopark per partecipare al Euroformula Open. Vince ben nove gare e sul circuito di Montmeló diventa campione di categoria con tre gare d'anticipo. Chiude la stagione con l'ultima sua vittoria a Monza e finisce il campionato con 128 punti di vantaggio sul secondo, ovvero Liam Lawson

### Formula 2

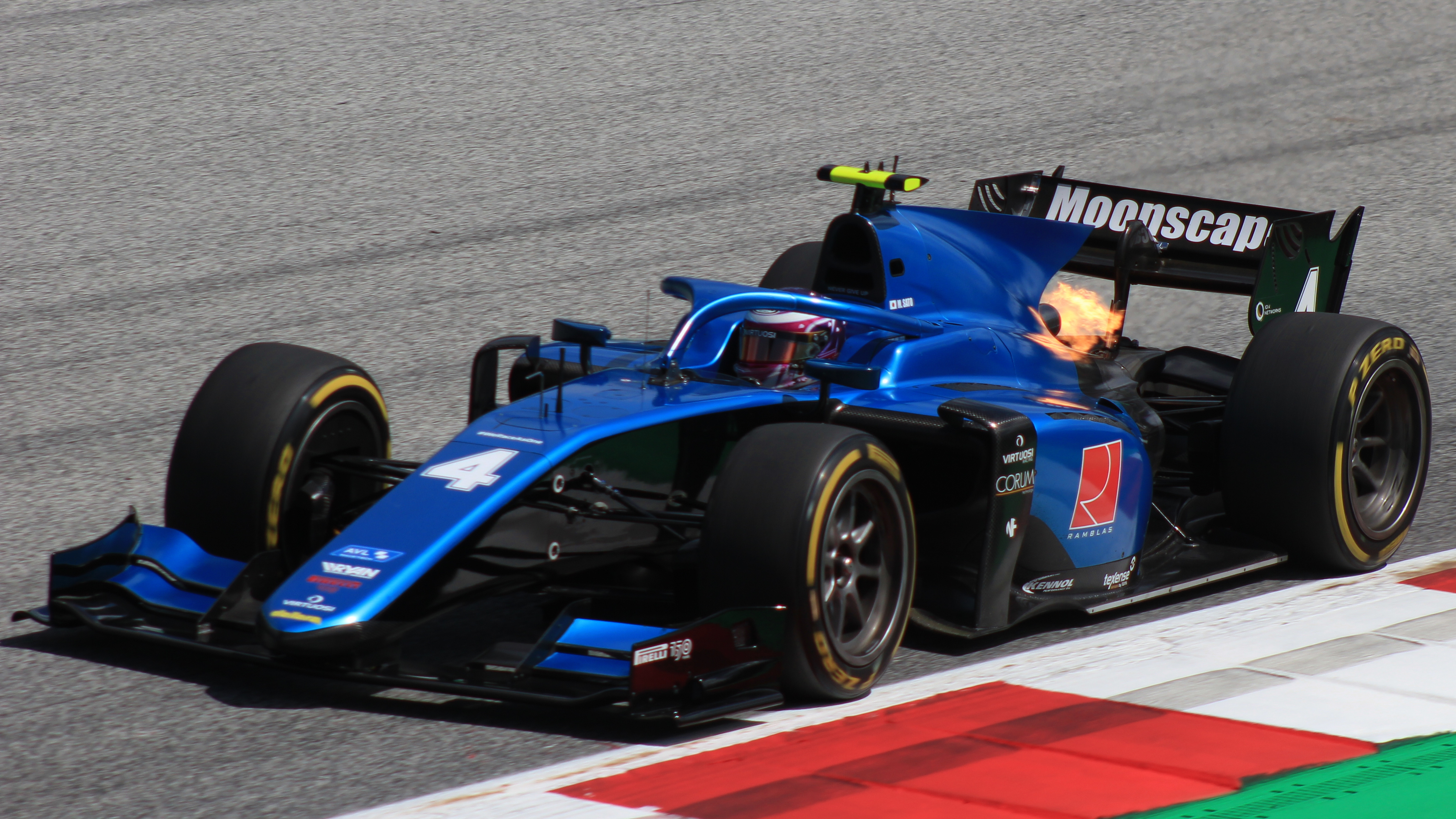
Marino Sato nel 2022 al Red Bull Ring con la Dallara del team UNI-Virtuosi

Sato esordisce nel campionato di Formula 2 durante la gara di Monza del 2019 con il team Campos Racing, nelle sei gare disputate il nipponico non riesce a conquistare nessun punto, come miglior risultato ottiene un undicesimo posto nella Sprint Race di Monza. Nella stagione successiva Sato cambia team e passa alla Trident, arrivando a punti solo nella Sprint Race del Mugello. Nel 2021 Sato viene confermato alla guida della Trident insieme a Bent Viscaal. La stagione risulta deludente come la precedente, chiude 21º in classifica con solo un punto guadagnato nella seconda gara del Bahrain.
Il 13 dicembre 2021 il team UNI-Virtuosi annuncia Sato insieme a Jack Doohan come piloti per la stagione 2022 della Formula 2.

### Formula 1
Nel dicembre del 2020 esordisce alla guida di una Formula 1 nei test post stagionali della stagione 2020, con il team AlphaTauri guidando la AT01 sul Circuito di Yas Marina.

### Endurance

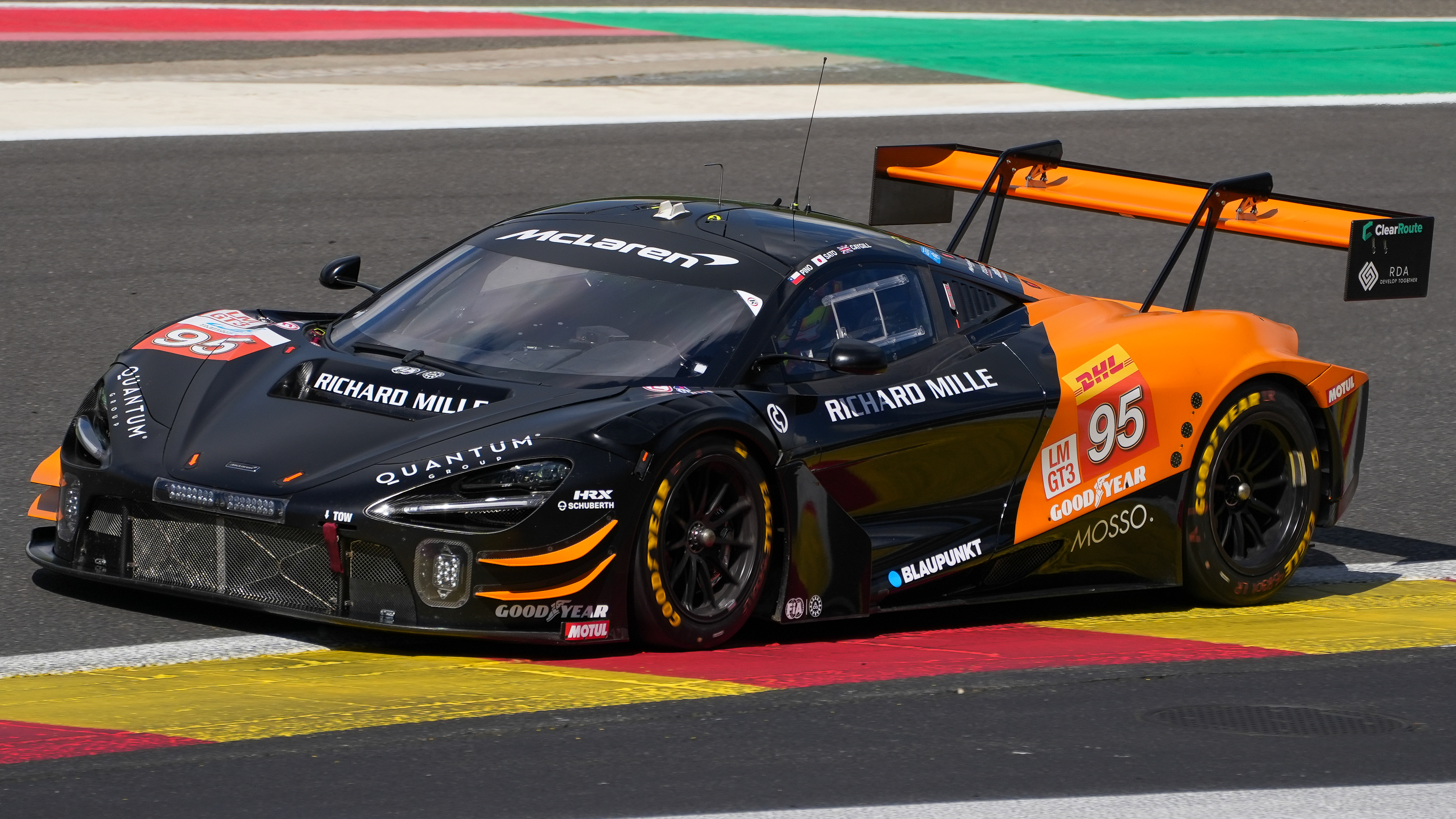
La McLaren 720S GT3 Evo di Satō durante la 6 ore di Spa 2024

Nel 2023, Sato lascia le corse in monoposto per passare alle corse di durata, si unisce al team United Autosports per partecipare alla European Le Mans Series. Il pilota nipponico dividerà l'Oreca 07 con Oliver Jarvis e Philip Hanson. L'equipaggio ottiene tre vittorie e chiude secondo in classifica.
L'anno seguente, Sato rimane legato al team United passando nel Mondiale Endurance nella classe GT3 con la McLaren 720S GT3 Evo. Con il team britannico corre anche l'European Le Mans Series, sempre nella classe LMP2.
L'anno seguente viene confermato dal team United nel WEC.

## Risultati
| Stagione | Serie                            | Team                    | Gare | Vittorie | Pole | GPV | Podio | Punti | Pos. |
| -------- | -------------------------------- | ----------------------- | ---- | -------- | ---- | --- | ----- | ----- | ---- |
| 2015     | Campionato italiano di Formula 4 | Vincenzo Sospiri Racing | 21   | 0        | 0    | 1   | 1     | 62    | 10º  |
| 2016     | Campionato italiano di Formula 4 | Vincenzo Sospiri Racing | 21   | 1        | 0    | 0   | 1     | 42    | 18º  |
| 2017     | Formula 3 europea                | Motopark                | 30   | 0        | 0    | 0   | 0     | 1     | 19º  |
| 2017     | Gran Premio di Macao             | Motopark                | 1    | 0        | 0    | 0   | 0     | N/A   | DNF  |
| 2018     | Formula 3 europea                | Motopark                | 30   | 0        | 0    | 0   | 0     | 31.5  | 16º  |
| 2018     | Gran Premio di Macao             | Motopark                | 1    | 0        | 0    | 0   | 0     | N/A   | DNF  |
| 2019     | Euroformula Open                 | Motopark                | 16   | 9        | 6    | 5   | 11    | 309   | 1º   |
| 2019     | Campionato di Formula 2          | Campos Racing           | 6    | 0        | 0    | 0   | 0     | 0     | 21º  |
| 2020     | Campionato di Formula 2          | Trident                 | 24   | 0        | 0    | 0   | 0     | 1     | 22º  |
| 2021     | Campionato di Formula 2          | Trident                 | 23   | 0        | 0    | 0   | 0     | 1     | 21º  |
| 2022     | Campionato di Formula 2          | Virtuosi                | 28   | 0        | 0    | 0   | 0     | 6     | 22º  |
| 2023     | European Le Mans Series          | United Autosports       | 6    | 3        | 1    | 0   | 3     | 110   | 2º   |
| 2024     | WEC - GT3                        | United Autosports       | 1    | 0        | 0    | 0   | 0     | 0*    |      |
| 2024     | European Le Mans Series          | United Autosports       |      |          |      |     |       |       |      |

* Stagione in corso

### Risultati in Euroformula Open
(legenda) (Le gare in grassetto indicano la pole position) (Le gare in corsivo indicano Gpv)
| Stagione | Team          | 1   | 2   | 3   | 4   | 5   | 6   | 7   | 8   | 9   | 10  | 11  | 12  | 13  | 14  | 15  | 16  | 17  | 18  | Punti | Pos. |
| -------- | ------------- | --- | --- | --- | --- | --- | --- | --- | --- | --- | --- | --- | --- | --- | --- | --- | --- | --- | --- | ----- | ---- |
| 2019     | Team Motopark | LEC | LEC | PAU | PAU | HOC | HOC | SPA | SPA | HUN | HUN | RBR | RBR | SIL | SIL | CAT | CAT | MNZ | MNZ | 307   | 1º   |
| 2019     | Team Motopark | 5   | 1   | 3   | 6   | 1   | 2   | 1   | 1   | 1   | 1   | 1   | 1   |     |     | 10  | 5   | 1   | 5   | 307   | 1º   |

### Risultati in Formula 2
(legenda) (Le gare in grassetto indicano la pole position) (Le gare in corsivo indicano Gpv)
| Anno | Team          | 1   | 2   | 3   | 4   | 5   | 6   | 7    | 8    | 9    | 10   | 11  | 12  | 13  | 14  | 15  | 16  | 17  | 18  | 19  | 20  | 21   | 22   | 23   | 24   | 25  | 26  | 27  | 28  | Punti | Pos. |
| ---- | ------------- | --- | --- | --- | --- | --- | --- | ---- | ---- | ---- | ---- | --- | --- | --- | --- | --- | --- | --- | --- | --- | --- | ---- | ---- | ---- | ---- | --- | --- | --- | --- | ----- | ---- |
| 2019 | Campos Racing | BHR | BHR | BAK | BAK | CAT | CAT | MON  | MON  | LEC  | LEC  | RBR | RBR | SIL | SIL | HUN | HUN | SPA | SPA | MNZ | MNZ | SOC  | SOC  | YMC  | YMC  |     |     |     |     | 0     | 21º  |
| 2019 | Campos Racing |     |     |     |     |     |     |      |      |      |      |     |     |     |     |     |     |     |     | 12  | 11  | 16   | 15   | 18   | 16   |     |     |     |     | 0     | 21º  |
| 2020 | Trident       | RBR | RBR | RBR | RBR | HUN | HUN | SIL1 | SIL1 | SIL2 | SIL2 | CAT | CAT | SPA | SPA | MNZ | MNZ | MUG | MUG | SOC | SOC | SAK1 | SAK1 | SAK2 | SAK2 |     |     |     |     | 1     | 22º  |
| 2020 | Trident       | Rit | 17  | 16  | Rit | Rit | 20  | 20   | 12   | 17   | 17   | 15  | 21  | 14  | Rit | 20  | 13  | 14  | 8   | 13  | 15  | 20   | 11   | 17   | 16   |     |     |     |     | 1     | 22º  |
| 2021 | Trident       | BHR | BHR | BHR | MON | MON | MON | BAK  | BAK  | BAK  | SIL  | SIL | SIL | MNZ | MNZ | MNZ | SOC | SOC | SOC | JED | JED | JED  | YMC  | YMC  | YMC  |     |     |     |     | 1     | 21º  |
| 2021 | Trident       | 15  | 8   | 14  | 19* | Rit | 14  | 18   | 13   | 15   | 18   | 16  | 19  | 16  | 20  | Rit | 14  | C   | 14  | Rit | 13  | 18   | 19   | 16   | 17   |     |     |     |     | 1     | 21º  |
| 2022 | Virtuosi      | BHR | BHR | JED | JED | IMO | IMO | CAT  | CAT  | MON  | MON  | BAK | BAK | SIL | SIL | RBR | RBR | PAU | PAU | HUN | HUN | SPA  | SPA  | ZAN  | ZAN  | MNZ | MNZ | YMC | YMC | 6     | 22º  |
| 2022 | Virtuosi      | 16  | 11  | 8   | 17  | 16  | 11  | 17   | 19   | 15   | 10   | 17  | 8   | Rit | 15  | Rit | 16  | 9   | Rit | 15  | 15  | 12   | 15   | 19   | Rit  | 11  | 11  | 19  | 15  | 6     | 22º  |

### Risultati nel ELMS
| Anno    | Squadra           | Classe | Vettura  | BAR | LEC | ARA | SPA | POR | ALG | Punti | Pos. |
| ------- | ----------------- | ------ | -------- | --- | --- | --- | --- | --- | --- | ----- | ---- |
| 2023    | United Autosports | LMP2   | Oreca 07 | 6   | 7   | 1   | 5   | 1   | 1   | 110   | 2º   |
| Anno    | Squadra           | Classe | Vettura  | BAR | LEC | IMO | SPA | MUG | ALG | Punti | Pos. |
| 2024    | United Autosports | LMP2   | Oreca 07 | 3   | 5   | 11  | 9   | 11  | 10  | 29    | 11°  |
| Legenda |                   |        |          |     |     |     |     |     |     |       |      |

*Stagione in corso.

### Risultati nel WEC
| Anno    | Squadra           | Classe | Vettura              | QAT | IMO | SPA | LMS | SÃO | COA | FUJ | BHR | Punti | Pos. |
| ------- | ----------------- | ------ | -------------------- | --- | --- | --- | --- | --- | --- | --- | --- | ----- | ---- |
| 2024    | United Autosports | LMGT3  | McLaren 720S GT3 Evo | 13  | 6   | Rit | Rit | 3   | 7   | 17  | 8   | 36    | 18°  |
| Anno    | Squadra           | Classe | Vettura              | QAT | IMO | SPA | LMS | SÃO | COA | FUJ | BHR | Punti | Pos. |
| 2025    | United Autosports | LMGT3  | McLaren 720S GT3 Evo | 7   | 9   | Rit |     |     |     |     |     | 12*   |      |
| Legenda |                   |        |                      |     |     |     |     |     |     |     |     |       |      |

* Stagione in corso.

### Risultati 24 Ore di Le Mans
| Anno | Team              | Co-Piloti                   | Auto                 | Classe | Giri | Pos. | Classe Pos. |
| ---- | ----------------- | --------------------------- | -------------------- | ------ | ---- | ---- | ----------- |
| 2024 | United Autosports | Nico Pino Hiroshi Hamaguchi | McLaren 720S GT3 Evo | GT3    | 212  | Rit  | Rit         |
| 2025 | United Autosports | Sean Gelael Darren Leung    | McLaren 720S GT3 Evo | LMGT3  | 80   | Rit  | Rit         |